# طین الکوم
طین الکوم یک منطقهٔ مسکونی در الجزایر است که در جانت واقع شده‌است. طین الکوم ۷۳۵ متر بالاتر از سطح دریا واقع شده‌است.